# Hlînsk, Kalînivka
Hlînsk (în ucraineană Глинськ) este localitatea de reședință a comunei Hlînsk din raionul Kalînivka, regiunea Vinnița, Ucraina.

## Demografie
Componența lingvistică a localității Hlînsk
     Ucraineană (99,12%)
     Alte limbi (0,82%)
Conform recensământului din 2001, majoritatea populației localității Hlînsk era vorbitoare de ucraineană (99,12%), existând în minoritate și vorbitori de alte limbi.